# Marco Falaschi
Marco Falaschi (Pisa, 18 settembre 1987) è un pallavolista italiano, palleggiatore della M&G.

## Carriera

### Club
La carriera di Marco Falaschi inizia nel settore giovanile del Lupi Santa Croce: nel gennaio 2003 viene promosso in prima squadra per disputare la parte finale della stagione 2002-03 nel campionato di Serie A2. Dal 2004 al 2006 viene ceduto in prestito prima alla Pescia, in Serie B2, e poi al Massa, in Serie B1; dalla stagione 2006-07 a quella 2009-10 gioca nuovamente col Lupi Santa Croce, eccetto una parentesi nel 2007-08 col Marconi.
Nella stagione 2010-11 debutta nel campionato di Serie A1 con la New Mater, classificandosi però al penultimo posto e retrocedendo: resta al club di Castellana Grotte anche nella stagione successiva, in cui vince la Coppa Italia di Serie A2 ed ottiene ai play-off la promozione in Serie A1, che disputa con i pugliesi nell'annata 2012-13.
Nella stagione 2013-14 si trasferisce in Montenegro, giocando con il Budvanska rivijera e vincendo lo scudetto e la Coppa di Montenegro. Nella stagione seguente è di scena nella Polska Liga Siatkówki col Trefl Gdańsk, dove resta per due annate, conquistando una Coppa di Polonia e una Supercoppa polacca; nel campionato 2016-17 continua la sua permanenza in Polonia, giocando per il neopromosso Katowice, mentre nel campionato seguente approda allo ZAKSA.
Rientra nella massima divisione italiana, nuovamente al club di Castellana Grotte, nella stagione 2018-19, mentre nell'annata successiva difende i colori dell'Emma Villas di Siena, in Serie A2. Ritorna in Superlega per il campionato 2020-21 accasandosi alla Lube di Treia, con cui vince la Coppa Italia e lo scudetto, mentre nella stagione 2021-22 firma per la Prisma Taranto, neopromossa in Superlega, dove milita per un biennio. Per il campionato 2023-24 indossa invece la casacca del Padova e per l'annata 2025-26 quella della M&G, sempre in massima divisione.

### Nazionale
Nell'estate del 2011 debutta in nazionale durante la World League. Due anni dopo vince la medaglia d'oro ai XVII Giochi del Mediterraneo e quella di bronzo alla World League. Nel 2022 conquista la medaglia di bronzo ai XIX Giochi del Mediterraneo.

## Palmarès

### Club
- Campionato montenegrino: 1

2013-14
- Campionato italiano: 1

2020-21
- Coppa di Montenegro: 1

2013-14
- Coppa di Polonia: 1

2014-15
- Coppa Italia: 1

2020-21
- Coppa Italia di Serie A2: 1

2011-12
- Supercoppa polacca: 1

2015

### Nazionale (competizioni minori)
- Giochi del Mediterraneo 2013
- Giochi del Mediterraneo 2022